# D4rkFrame
António Luís Martins Ramos, mais conhecido como D4rkFrame, ou simplesmente D4rk (Lisboa, 22 de março de 1994), é um youtuber e streamer português.
É conhecido pelo seu humor, bastante presente em grande parte dos seus vídeos. O seu primeiro destaque público proveio dos vídeos que gravava no seu quarto de conteúdo de gaming (geralmente de terror) ou sketches.

## Biografia e carreira
Desde a sua infância, D4rk sempre demonstrou paixão e interesse pelos jogos, dedicando algum tempo para jogá-los.

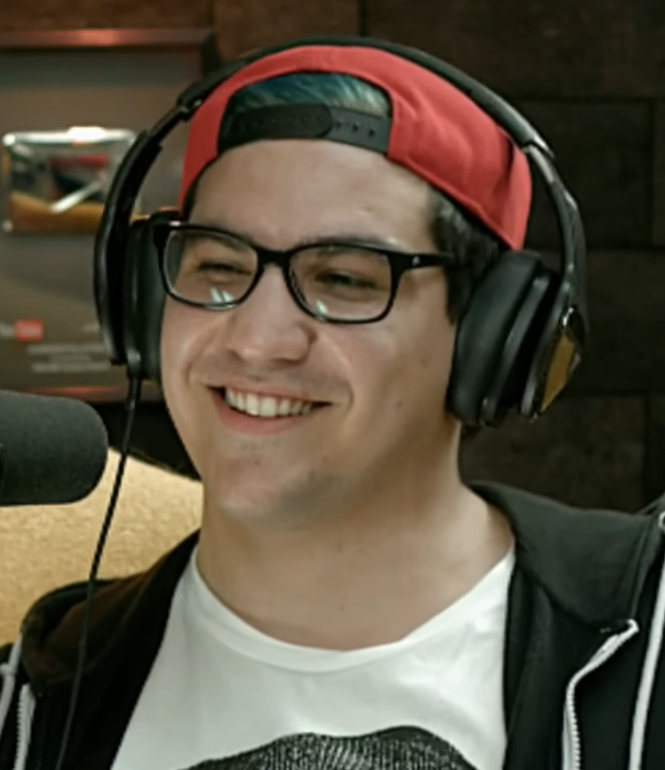
D4rk durante entrevista para o Maluco Beleza LIVESHOW em 2017.

Começou a produzir conteúdo para o YouTube em 2012, o seu primeiro canal foi um canal de magia (ThatsMagicTv), onde mostrava e revelava alguns dos seus truques. António criou o canal D4rkFrame a 20 de junho de 2013, onde começou por gravar conteúdo de gameplay (maioritariamente de terror) e sketches. Na altura, o português também trabalhava num supermercado durante o turno da noite, no entanto, decidiu arriscar e seguir o YouTube como trabalho a tempo inteiro, decisão que acabou por dar certo. O seu maior destaque são os vídeos de Five Nights at Freddy's e Outlast. D4rk fazia vídeos no seu quarto em casa da sua mãe, num apartamento, por esse motivo, recebia muitas queixas de vizinhos por motivos de barulho excessivo e decidiu criar uma "cabana" para isolar o som, dentro do seu quarto. No entanto, os problemas continuaram e após algum tempo, António foi gravar os seus vídeos para um estúdio de gravações feito pelo pai da, também youtuber, Sea3p0, na altura, sua namorada. E foi onde começou a mudar o seu conteúdo mais para a comédia, vlogs e experiências malucas. Foi também lá que criou uma das suas séries como a de mais sucesso, "Como Irritar um Jogador de LOL".
Mais tarde, em 2017, D4rk teve de sair do seu estúdio e voltou para casa da sua mãe, no entanto, não ficou lá muito tempo, porque ele e mais alguns amigos foram para uma casa todos juntos criar conteúdo, que ficou conhecida como a "Casa dos Youtubers". Na casa, moraram D4rk, SirKazzio (Anthony Sousa), Wuant (Paulo Borges), Nuno Moura, Gato Galáctico (Ronaldo Azevedo), VenomExtreme (Eduardo Faria), Pi (Miguel Monteiro), Windoh (Diogo Silva) e Dant/Malacueca (Dante Lopes).
Em 2018, após o final da Casa dos Youtubers, D4rk, Pi (Miguel Monteiro) e Dant (mais dois youtubers) foram morar para outra casa juntos, apelidada de "D4rkolândia". No mesmo ano D4rk participou do Super Bock Digital Stage do Rock in Rio Lisboa.
Na lista da Forbes dos youtubers mais influentes de Portugal, D4rk ficou na terceira colocação em 2019 e quarta em 2020.
Atualmente, António vive com a sua namorada, Kira, e não é muito ativo no seu canal principal, no entanto, faz vídeos com alguma regularidade no seu canal secundário de jogos, com o nome "D4rkFrame 2.0", e também faz livestreams na Twitch.

## Livros
António Ramos publicou o livro Experiências Loucas e Fatos Bizarros e Experiências Loucas e Fatos Bizarros no Espaço.